# Max (Levallois)
Max is een historisch Frans motorfietsmerk.
De bedrijfsnaam was Ets. Motos Max, Levallois
Het betreft een kleine Franse fabriek die tussen 1927 en 1930 motorfietsen van 98 tot 496 cc met inbouwmotoren van verschillende Engelse en Franse leveranciers maakte.